# Famille Diedo
 (juillet 2024).
Si vous disposez d'ouvrages ou d'articles de référence ou si vous connaissez des sites web de qualité traitant du thème abordé ici, merci de compléter l'article en donnant les références utiles à sa vérifiabilité et en les liant à la section « Notes et références ».
La famille Diedo est une famille patricienne de Venise, venue d'Altino lors des prémices de la cité dès 1090. Elle fut comprise dans les familles patrices en 1310 à l'issue de la guerre de Gênes.
La famille Diedo a produit des capitaines, des écrivains, trois évêques.

## Personnalités
- Antonio qui en 1431 a lutté contre les Génois et a aidé à la défense de Constantinople ;
- Luigi qui en 1453 lors de la reddition de Constantinople aux infidèles a conduit les galères stationnées dans le port en lieu sûr ;
  - son fils Vittore, otage du Turc, mort en 1430 ;
  - son fils Pietro, provéditeur en 1482 de l'armée qui opérait en Romagne en faveur de Sixte IV, et ayant défait le duc de Calabre ;
- Vicenzo', , ' fut 13e patriarche de Venise de 1556 à 1559 ;
- Angelo, avogador de son état, fut un technicien créateur de machineries célèbre ;
- Antonio, architecte[1].

## Armes

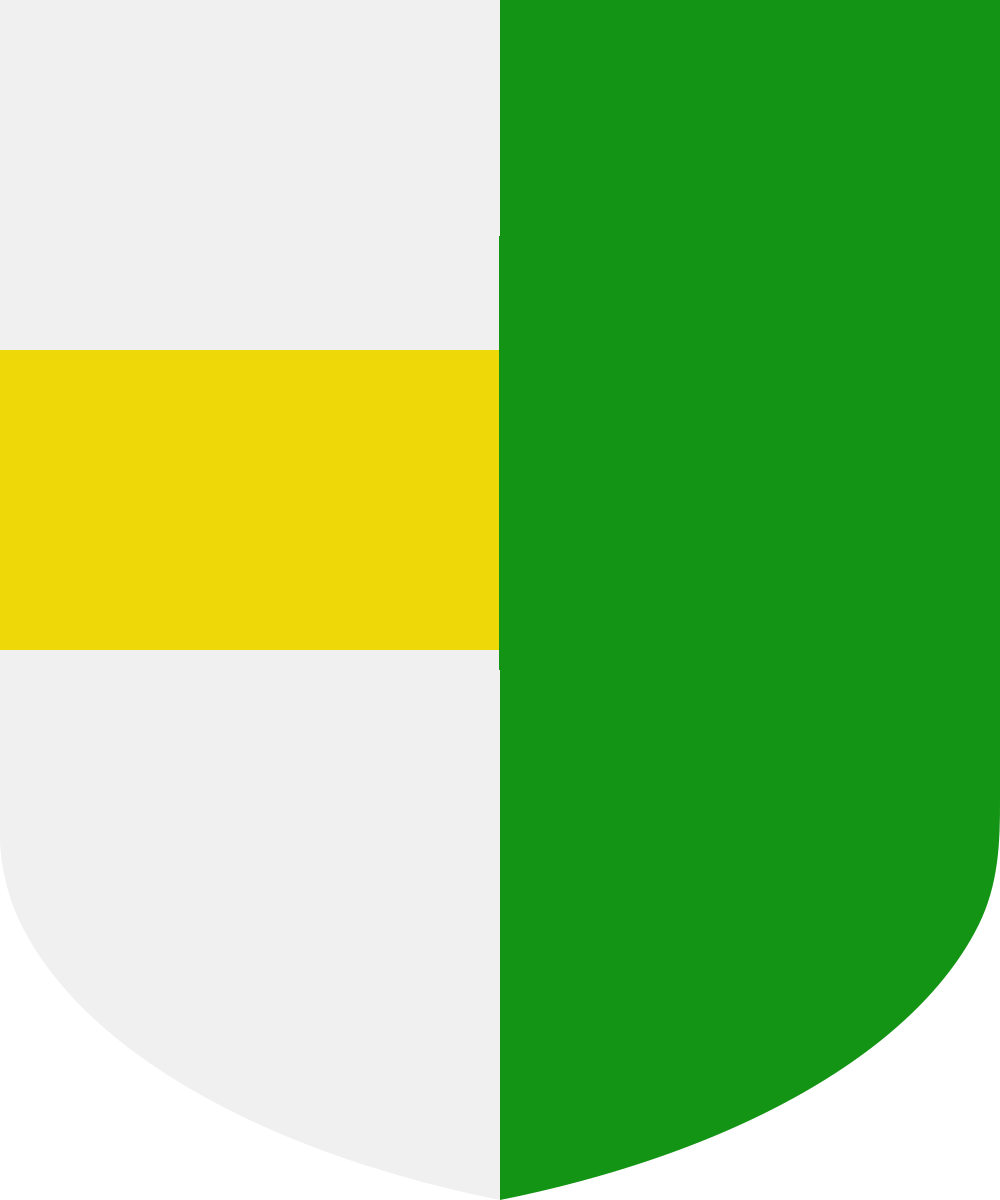
armes des Diedo

Les armes des Diedo se composent d'un champ parti d'argent et de sinople, la première partition chargée d'une face d'or. Leurs premières armes ont été deux faces de sinople en champ d'or et d'autres où l'écu est coupé d'or et de sinople avec une bande de gueules.

## Palais

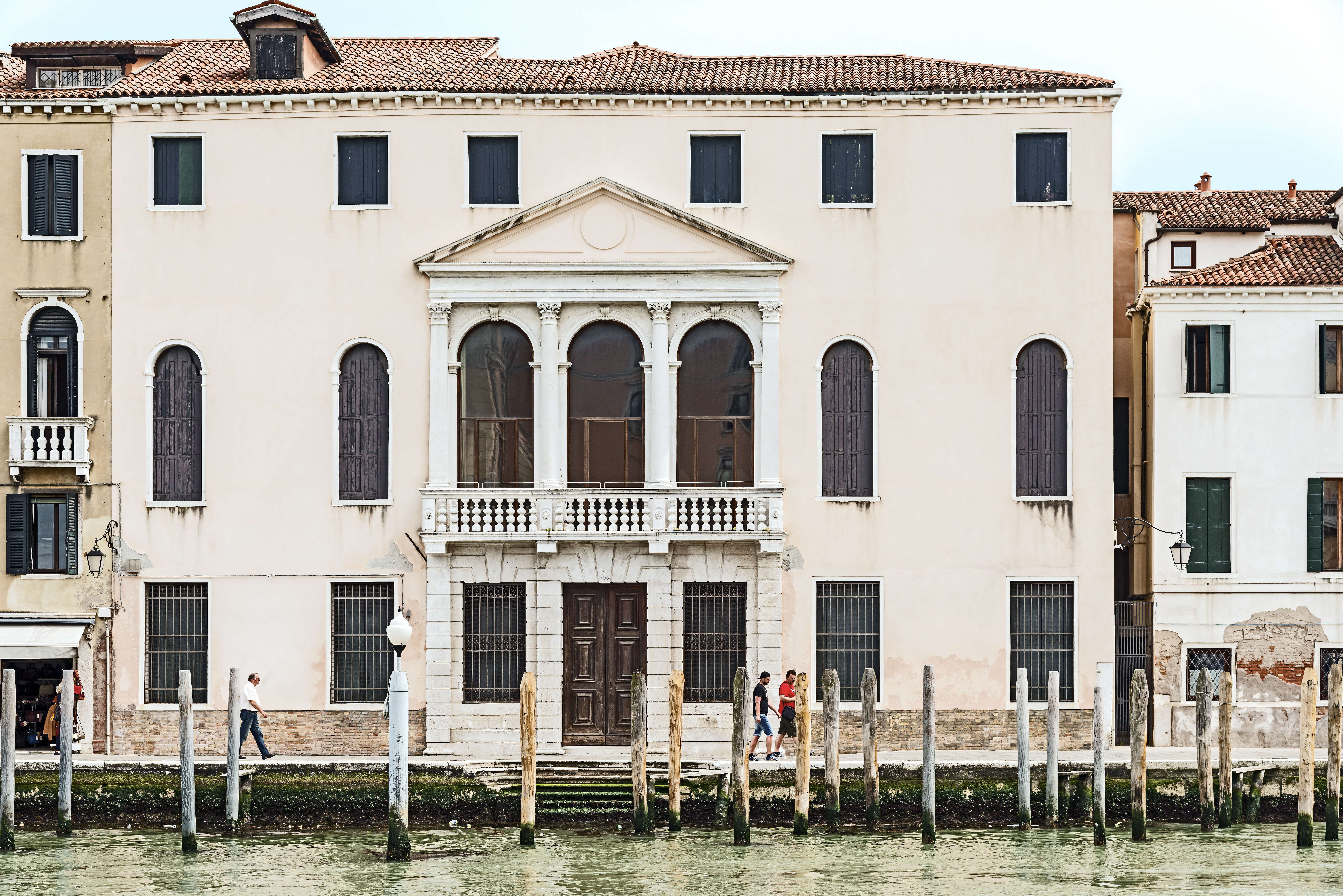
Palais Emo Diedo, à Santa Croce
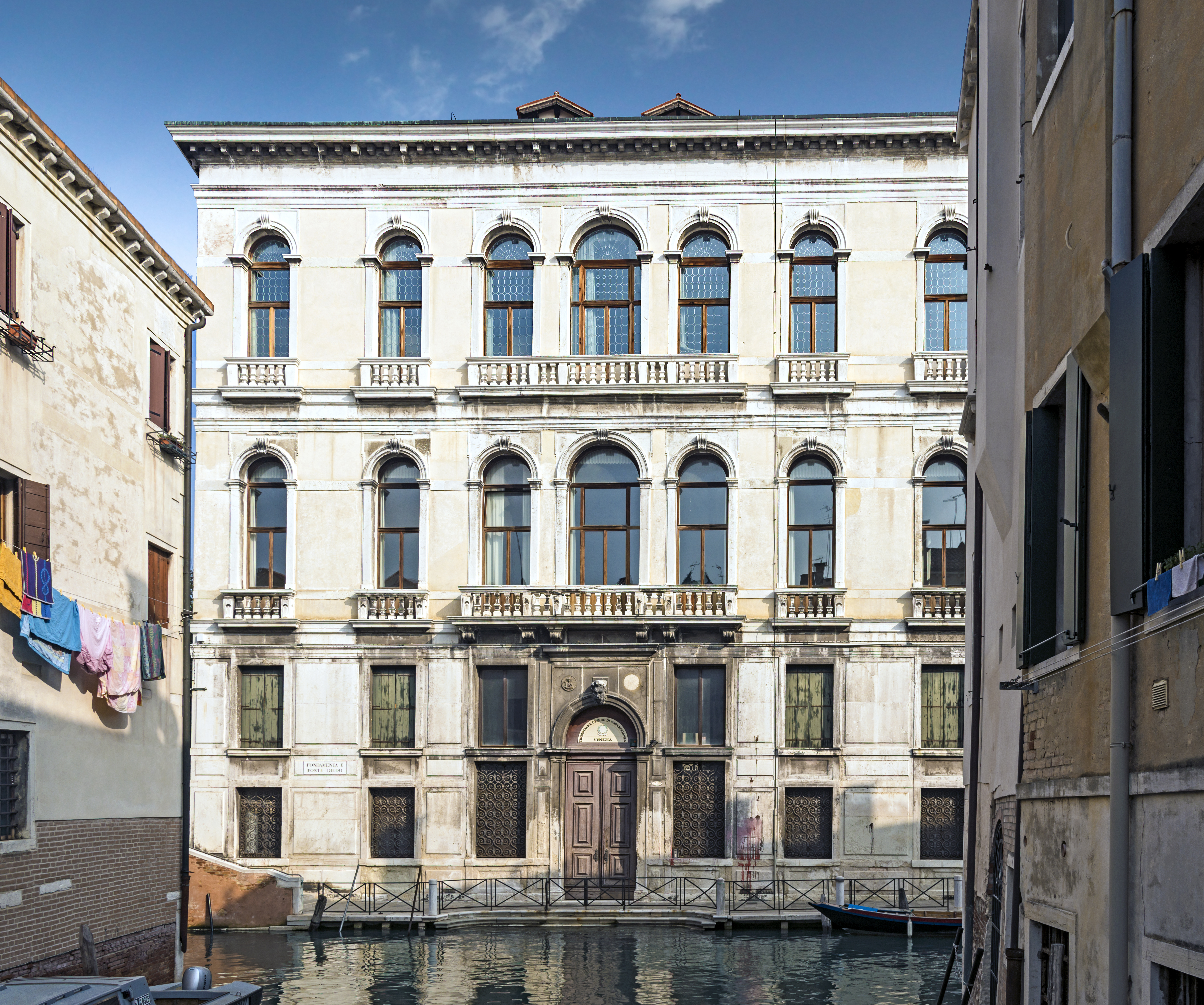
Palais Diedo, à Cannaregio